# Przełęcz Pomiarki
Przełęcz Pomiarki (ok. 600 m n.p.m.) – szeroka, kształtna przełęcz w południowo-zachodniej części Beskidu Niskiego, na obszarze tzw. Hańczowskich Gór Rusztowych.
Jak wiele innych podobnych przełęczy w Górach Hańczowskich Pomiarki nie są przełęczą usytuowaną w liniowo rozciągniętym grzbiecie górskim, lecz siodłem, spajającym dwa sąsiednie, równoległe grzbiety. Są to grzbiet Jaworzynki (777 m n.p.m.) i Bordiów Wierchu (755 m n.p.m.) na północnym wschodzie oraz grzbiet Czertyżnego (744 m n.p.m.) i Siwejki (785 m n.p.m.) na południowym zachodzie. Przełęcz leży w linii północny zachód – południowy wschód, w osi doliny Stawiszanki (po stronie północno-zachodniej) oraz doliny dolnej Ropki i jej lewobrzeżnego dopływu – Kapeluski (po stronie południowo-wschodniej).
Nazwa „pomiarki” (łemk. pomirki) oznacza „pomierzone pole”. Jednocześnie jednak nazwą tą oznaczali Łemkowie przejściowe tereny wypasowe, zazwyczaj na końcu wsi i skraju uprawnych pól, na których pasiono wiosną, gdy jeszcze wyżej położone pastwiska były niedostępne oraz jesienią, po zejściu z tych pastwisk.
Być może też, że geneza tej nazwy sięga jeszcze dawniejszych lat, gdy w prymitywnych społeczeństwach pasterskich istniał jeszcze zwyczaj pozbywania się nieproduktywnych, niedających nic od siebie ludzi. Chorzy, kalecy i starcy, zwłaszcza na przednówku, byli wywożeni przez rodzinę poza wieś, do lasu, w miejsce odludne - właśnie na “pomirki” (miejsce do „pomarcia”) i tam pozostawiani, by umrzeć z głodu lub zostać pożartym przez dzikie zwierzęta.
Dziś przełęcz jest praktycznie całkowicie zalesiona. Wzdłuż grzbietu przełęczy biegnie droga leśna, natomiast droga jezdna ze Stawiszy do Ropek i Hańczowej wiedzie stokami Jaworzynki, ok. 20 m ponad siodłem przełęczy.
Przez przełęcz nie biegnie żaden znakowany szlak turystyczny.